# Шапел де Брањи
Шапел де Брањи (фр. Chapelle-de-Bragny) насеље је и општина у источном делу централне Француске у региону Бургоња, у департману Саона и Лоара која припада префектури Шалон сир Саон.
По подацима из 2011. године у општини је живело 240 становника, а густина насељености је износила 15,12 становника/km². Општина се простире на површини од 15,87 km². Налази се на средњој надморској висини од 183 метара (максималној 233 m, а минималној 183 m).

## Демографија
| 1962. | 1968. | 1975. | 1982. | 1990. | 1999. | 2011. |
| ----- | ----- | ----- | ----- | ----- | ----- | ----- |
| 180   | 189   | 168   | 204   | 203   | 226   | 240   |

График промене броја становника у току последњих година